# Cephalophanes refulgens
Cephalophanes refulgens är en kräftdjursart som beskrevs av Sars 1907. Cephalophanes refulgens ingår i släktet Cephalophanes och familjen Phaennidae. Inga underarter finns listade i Catalogue of Life.